# Angèle (Vorname)
Angèle oder Angele ist ein weiblicher Vorname.

## Herkunft und Bedeutung des Namens
Angèle ist die französische Form des Namens Angela und bedeutet „Bote“ oder „Engel“. Angele ist die spanische Version. 

## Bekannte Namensträgerinnen
- Angèle (* 1995), eigentl. Angèle Van Laeken, belgische Sängerin
- Angèle Albrecht (1942–2000), deutsche Ballerina
- Angèle Delasalle (1867–1939), französische Malerin und Radiererin
- Angèle Durand (1925–2001), belgische Sängerin und Schauspielerin
- Angèle Etoundi Essamba (* 1962), kamerunisch-niederländische Fotografin
- Angèle Gnonsoa (* 1941), ivorische Politikerin
- Angèle Manteau (1911–2008), belgische Verlegerin
- Angèle Metzger (* ≈1998), französische Schauspielerin[1]
- Angèle Rawiri (1954–2010), gabunische Schriftstellerin
- Angèle Berthe Venem (1849–1942), unter dem Pseudonym „Jacques Vincent“ schreibende französische Schriftstellerin

## Fiktive Namen
- Angele, Komödie von Otto Erich Hartleben (1890)
- Angèle und Tony, französischer Spielfilm von Alix Delaporte (2010)